# Anisodes furcata
Anisodes furcata är en fjärilsart som beskrevs av W. Warren 1896. Anisodes furcata ingår i släktet Anisodes och familjen mätare. Inga underarter finns listade i Catalogue of Life.